# Peter Welch (Politiker)

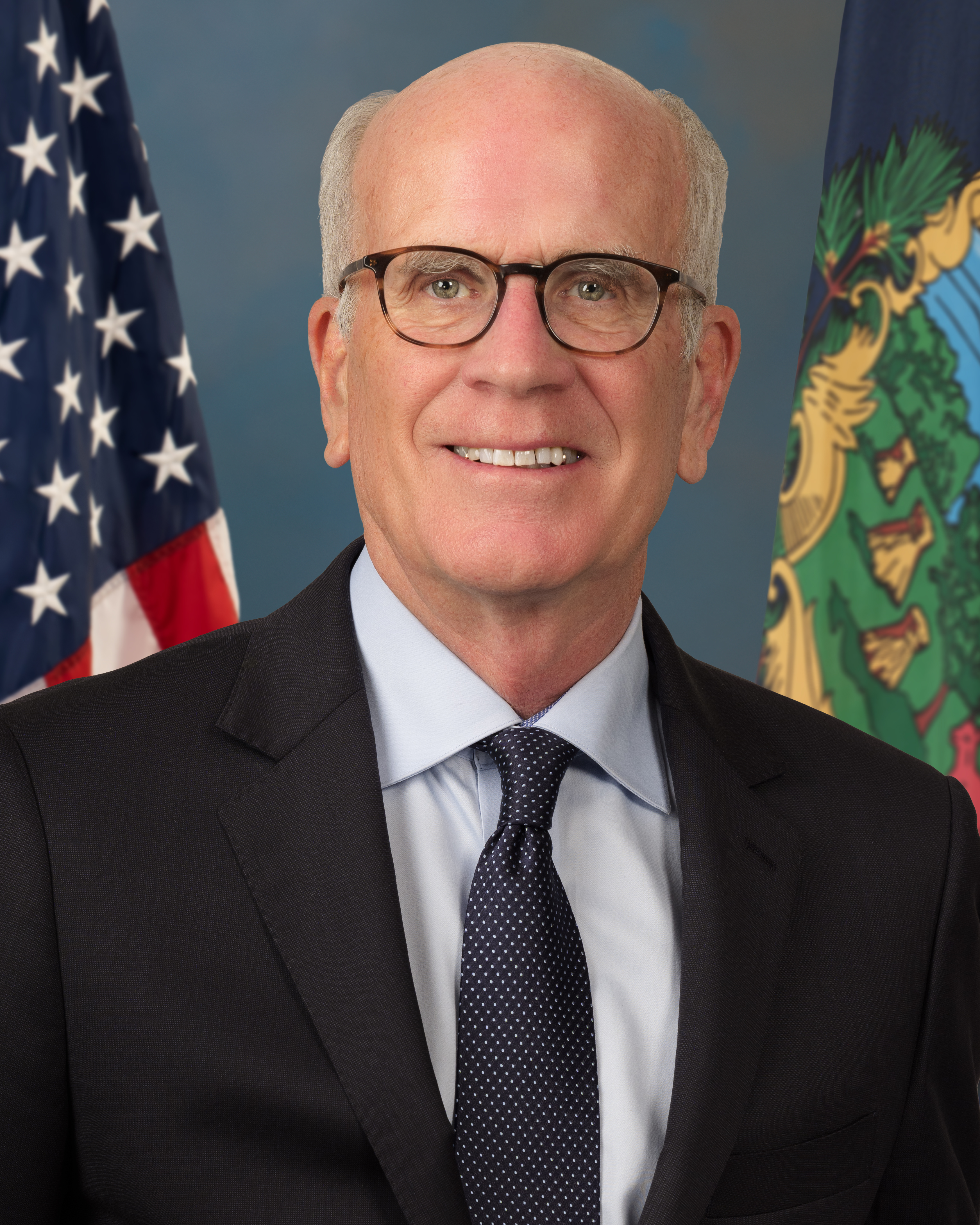
Peter Welch (2022)

Peter Francis Welch (* 2. Mai 1947 in Springfield, Massachusetts) ist ein US-amerikanischer Politiker der Demokratischen Partei. Von 2007 bis 2023 war er der einzige Abgeordnete des Bundesstaats Vermont im Repräsentantenhaus. Seit Januar 2023 vertritt er Vermont im Senat der Vereinigten Staaten.

## Privatleben
Peter Welch besuchte die Cathedral High School in seinem Geburtsort Springfield (Massachusetts). Anschließend studierte er bis 1969 am College of the Holy Cross in Worcester. Mit einem Jurastudium an der University of California in Berkeley beendete er im Jahr 1973 seine Studienzeit mit dem Juris Doctor (J.D.). Danach begann er als Rechtsanwalt in einer privaten Kanzlei zu arbeiten.
Peter Welch ist nach dem Tod seiner ersten Frau Joan Smith mit Margaret Cheney verheiratet. Privat lebt er in Norwich (Vermont).

## Politik
Politisch wurde Welch Mitglied der Demokratischen Partei. Zwischen 1981 und 1989 und nochmals von 2002 bis 2007 gehörte er dem Senat von Vermont an. In den Jahren 1983 bis 1985 war er Fraktionsleiter der demokratischen Senatoren und zwischen 1985 und 1989 sowie von 2003 bis 2007 war er amtierender Präsident dieses Gremiums. Im Jahr 1988 kandidierte er erfolglos für den Einzug in das US-Repräsentantenhaus.
Bei den Kongresswahlen 2006 wurde Welch für den einzigen Sitz Vermonts in das US-Repräsentantenhaus in Washington, D.C. gewählt. Dort trat er am 3. Januar 2007 die Nachfolge von Bernie Sanders an. Da er bei allen folgenden sieben Wahlen einschließlich der des Jahres 2020 wiedergewählt wurde, konnte er dieses Mandat bis zum 3. Januar 2023 ausüben.
Peter Welch gilt als liberal. Er war von Anfang an gegen den Irakkrieg und plädiert für Maßnahmen gegen die globale Erwärmung. Außerdem setzt er sich für die Belange der Landwirtschaft seines Heimatstaates Vermont ein und fordert eine bessere finanzielle Unterstützung der Kriegsveteranen ein. Bei den Präsidentschaftswahlen des Jahres 2008 unterstützte er von Anfang an Barack Obama. Im Jahr 2016 unterstützte er bei den Präsidentschaftswahlen seinen Vorgänger im Repräsentantenhaus und derzeitigen US-Senator Bernie Sanders.
Nachdem Patrick Leahy angekündigt hatte, nicht für eine weitere Amtsperiode anzutreten, kandidierte Welch für den US-Senat. Welch konnte sich bei der Wahl im November 2022 gegen den republikanischen Kandidaten Gerald Malloy durchsetzen, woraufhin er am 3. Januar 2023 innerhalb des Kongresses vom Repräsentantenhaus in den Senat wechselte.

### Ausschüsse
Welch ist im 118. Kongress Mitglied in folgenden Senatsausschüssen:
- Committee on Agriculture, Nutrition, and Forestry
- Committee on Commerce, Science and Transportation
- Committee on Rules and Administration
- Committee on the Judiciary
- Joint Economic Committee

Im 117. Kongress war Welch Mitglied in folgenden Ausschüssen des Repräsentantenhauses:
- Committee on Energy and Commerce
  - Communications and Technology
  - Energy
  - Health
- Committee on Oversight and Reform
  - National Security
- Permanent Select Committee on Intelligence
  - Counterterrorism, Counterintelligence, and Counterproliferation
  - Defense Intelligence and Warfighter Support (Vorsitz)

### Positionen
Welch ist der erste US-Senator, der US-Präsident Joe Biden öffentlich aufgefordert hat, bei der Präsidentschaftswahl am 5. November 2024 nicht zu kandidieren. US-Senator Michael Bennet schloss sich dieser Forderung an.